# 투멘켄 사인 노얀
투멘켄 사인 노얀(Түмэнхэн сайн ноён, ? ~ 1640년 혹은 1641년)은 몽골 외할하부의 사인노얀칸부의 칸(재위:1617년 ~ 1640년)이다. 게르센제 잘라이르 왕자의 셋째 아들이자, 바투몽케 다얀 카안의 소 카툰이었다가 게르센제가 수계혼으로 거둬들인 짐스메네 카툰(Жимсгэнэ хатнан)에게서 태어난 오노후이 우이젠 노얀의 넷째 아들이었다. 
티베트 북부에서 겔룩파(황교파)를 지원, 겔룩파 보호와 포교에 공을 세워 제5대 달라이 라마로부터 1617년 사인 노얀의 칭호를 받았다. 그의 영지는 외할하의 중서부로 자사그투칸부의 동쪽이자 투시예트칸부의 서쪽이며, 후일 사인노얀칸부로 발전했다.

## 생애
1617년 티베트 북부의 창바 칸은 황교파의 살아 있는 부처의 환생을 금지시켰고, 투멘켄은 군대를 이끌고 운단갸초의 관을 모시고 티베트에 입성했는데, 그곳은 황교파의 지도자들로부터 칭송을 받았다. 그는 황교(겔룩파)의 포교와 보호에 대한 그의 지대한 공헌으로 인해, 달라이 라마로부터 사인 노얀( Сайн ноён, 선한 경)이라는 칭호를 받았다. 1640년 혹은 1641년에 사망했다.
그의 둘째 아들 단잔은 1641년 제5대 달라이 라마로부터 노문 칸(Номун хан, 책의 칸)이라는 칭호를 받았다. 1655년 순치제는 그의 둘째 아들 단잔을 노얀에 봉하고, 외할하부 왼쪽을 분할 사인노얀부 지방으로 만들어 그에게 할당했[다. 1725년 옹정제의 명령에 따라 그의 후손 다센데브는 칸의 칭호를 받고 사인노얀칸부로 설립되었다.
1731년 옹정제는 사인노얀칸부의 칸에게 할하 사인-노얀기 자사그투 화석 친왕(喀爾喀賽音諾顏旗札薩克和碩親王)의 작위를 주었다. 사인노얀칸부의 칸은 퇴그스 오치린 남난수렌까지 이어졌다. 그의 13명의 아들 중 셋째 아들과 여섯째 아들을 제외한 아들들은 사인노얀칸부의 각 기(旗)의 총독의 선조가 되었다.

## 같이 보기
- 사인노얀부
- 자사그투칸부